# 保羅塞爾廣場 (亞利桑那州)
保羅塞爾廣場（英語：Paulcell Place）是位於美國亞利桑那州阿帕契縣的一個非建制地區。該地的面積和人口皆未知。

## 地理
保羅塞爾廣場的座標為34°57′43″N 109°49′33″W / 34.96194°N 109.82583°W，而該地的平均海拔高度為1619米（即5312英尺）。